# 로얄 테넌바움
《로얄 테넌바움》(The Royal Tenenbaums)은 2001년 미국의 코미디 드라마 영화이다. 웨스 앤더슨이 감독, 웨스 앤더슨과 오언 윌슨이 공동 각본을 맡았다. 대니 글러버, 진 해크먼, 앤젤리카 휴스턴, 빌 머리, 귀네스 팰트로, 벤 스틸러, 루크 윌슨, 오언 윌슨 등이 출연하였다.
해크먼은 이 영화를 통해 골든 글로브상 남우조연상을 수상했다. 또한 아카데미 시상식에서 각본상 후보에 오르기도 하였다. 2008년, 엠파이어 지가 선정한 역대 최고의 영화 158위에 오르기도 하였다.

## 출연

### 주연
- 진 핵크만
- 안젤리카 휴스턴
- 벤 스틸러
- 기네스 팰트로
- 루크 윌슨
- 오웬 윌슨
- 빌 머레이
- 대니 글로버
- 세이무어 카셀
- 쿠마르 팔라나

### 조연
- 알렉 볼드윈

## 기타
- 협력프로듀서: 윌 스위니
- 미술: 데이빗 와스코
- 의상: 카렌 패치
- 배역: 더글러스 아이벨